# Томашевич, Елена
Е́лена Тома́шевич (серб. Јелена Томашевић / Jelena Tomašević) − сербская поп и фолк певица. Родилась в Крагуеваце 1 ноября 1983 года.

## Биография

### Детство
В 8 лет завоевала первую премию на детском музыкальном фестивале «Sarenijada», а три года спустя стала победительницей югославского детского фестиваля.

### Начало карьеры и успех
Её карьера пошла вверх после того, как Елена стала участницей фольклорного ансамбля «Abrasevic», одного из наиболее успешных сербских ансамблей. В его составе она достигла успеха на многочисленных фестивалях.
В 2002 году Елена начала карьеру поп-певицы. Она завоевала симпатии жюри в суперфинале шоу «3K DUR», транслировавшегося на телеканале RTS3.
В 2003 году она впервые принимает участие в фестивале «Budva» и занимает второе место на престижном фестивале «Славянский базар» в Белоруссии.

### Беовизия и Евровидение
В 2004 году она впервые участвует в национальном отборе на Евровидение Беовизия. В 2005 году она знакомится с Желько Йоксимовичем и подписывает контракт с Minacord Production Company. На Беовизии 2005, она побеждает с песней «Јутро» Желько Йоксимовича и Александры Милутинович. Елена считалась одним из фаворитов и в Сербском национальном финале Евровидения и занимает второе место. Позднее в этом году она записывает саундтрек к фильму «Ivkova slava», который тоже написал Желько Йоксимович. В 2008 вновь выигравает Беовизию с песней «Оро», музыку к которой написал Желько Йоксимович. Она довольно успешно представила Сербию, заняв 6 место.

### После Евровидения
В 2012 году Елена сыграла в мюзикле «Белые журавли» Иваны Жигон, поставленном в Белграде по мотивам советского фильма «Летят журавли». 5 мая 2015 года мюзикл был представлен в Минске в канун Дня Победы.

### Личная жизнь
28 августа 2011 год Елена вышла замуж за сербского актёра Ивана Босильчича. 24 января 2012 год Елена родила дочку Нинославу.

## Дискография

### Альбомы
- 2008: Panta Rei
- 2015: Ime Moje